# Psychose post-partum
 Mise en garde médicale
La psychose post-partum (ou psychose périnatale, ou encore psychose puerpérale, du latin : puer, « l'enfant » et parere, « enfanter ») est un terme recouvrant plusieurs troubles mentaux caractérisés par l'apparition soudaine de symptômes psychotiques chez la mère dans les tout premiers mois après la naissance d'un enfant. Ces troubles peuvent inclure une irritabilité, des sautes d'humeur extrêmes, des hallucinations, ce qui peut nécessiter une hospitalisation psychiatrique. À cause de la stigmatisation ou de l'incompréhension liées à cette condition, les mères qui en souffrent cherchent rarement de l'aide.
Dans le groupe des psychoses périnatales, il existe au moins une douzaine de psychoses organiques, qui sont décrites sous une autre catégorie nommée « psychoses pré-partum et post-partum ». En plein essor en Europe, en Amérique du Nord et à travers le monde, la forme non-organique est souvent nommée « trouble bipolaire périnatal » car elle est rapprochée du trouble bipolaire, dit aussi maniaco-dépressif. Certains symptômes atypiques peuvent subsister à l'épisode psychotique et, on parle alors de trouble psychotique polymorphe (ou schizophréniforme). La manie périnatale a été clairement décrite pour la première fois par l'obstétricien allemand Friedrich Benjamin Osiander en 1797. En France, Esquirol sera l'auteur des premiers travaux consacrés à la « folie puerpérale » (1819), lesquels seront repris et approfondis par Marcé.

## Symptômes
Certaines patientes souffrent de manie atypique comme l'euphorie, l'hyperactivité, une qualité de sommeil médiocre, des fuites d'idée, une augmentation des activités sociales, de l'irritabilité, une humeur violente, et des délires (souvent dans le contexte de mégalomanie ou de paranoïa). D'autres souffrent d'une sévère dépression avec délires et hallucinations sonores. Certaines alternent entre manie et dépression (ou vice versa) lors du même épisode.

## Traitement
Sans traitement, ces psychoses peuvent perdurer quelques mois ; mais une thérapie peut aider à les surmonter en quelques semaines. Dans une petite minorité des cas, des rechutes sont observées, habituellement en lien avec le cycle menstruel. Les patientes souffrant d'une psychose puerpérale sont susceptibles de présenter d'autres épisodes psychotiques, tantôt après la naissance d'autres enfants, tantôt durant une grossesse ou après un avortement, tantôt sans lien avec la maternité. Les rechutes se produisent après au moins 20 % des naissances, mais cette proportion s'élève à 50 % si l'on y inclut les épisodes dépressifs.
Les épisodes hyperactifs et délirants requièrent une tranquillisation rapide, généralement effectuée à l’aide d'antipsychotiques (neuroleptiques), mais ceux-ci doivent être utilisés avec parcimonie en raison des dangers liés aux effets secondaires, dont le syndrome malin des neuroleptiques. Le traitement par électroconvulsivothérapie (électrochocs) est très efficace à court terme. Des thymorégulateurs comme le lithium aident également au traitement et possiblement à la prévention des épisodes chez les femmes à haut risque (par exemple, chez celles possédant des antécédents d'épisodes maniaques ou périnatals).
Les cas de suicide sont rares, et l'infanticide extrêmement rare, durant ces épisodes ; il n'est pas impossible qu'ils surviennent cependant. L'infanticide après la naissance survient habituellement dans un contexte de dépression post-partum ; il est souvent suivi d'un suicide.

## Causes
L’aliéniste français Louis Victor Marcé a émis l’hypothèse, en 1862, que le cycle menstruel et plus particulièrement la psychose menstruelle, pourrait avoir un lien avec la psychose puerpérale,. Des études en génétique suggèrent qu’il existe un facteur héréditaire spécifique dans le développement de ce trouble, lié au 16e chromosome.

## Histoire
C’est l’obstétricien allemand Friedrich Benjamin Osiander qui a décrit la manie puerpérale de façon claire pour la première fois, en 1797.

## Cas notables
- Harriet Mordaunt (en) : Dame Harriet Mordaunt (1848-1906)[16], née Harriet Sarah Moncreiffe, était la femme écossaise du baronnet anglais sir Charles Mordaunt, membre du Parlement. Elle a été impliquée dans un scandaleux divorce qui éclaboussera au passage le prince de Galles (plus tard connu comme étant le roi Édouard VII). C’est une demande reconventionnelle à la suite de ce divorce qui conduira au diagnostic de maladie mentale chez la dame. À la suite d'un procès controversé d’une durée de sept jours, le jury détermine que Dame Harriet souffre de « manie puerpérale » (ou psychose puerpérale). Au moment de la convocation, elle n’avait pas réussi à convaincre un avocat de défendre sa cause[17]. La requête de divorce de son mari fut rejetée en regard du diagnostic, et la dame fut envoyée dans un asile où elle vécut trente-six ans, soit jusqu’à sa mort.

- Melanie Blocker-Stokes : Melanie Blocker-Stokes, résidente de Chicago dans l’Illinois, s’est suicidée en sautant d’un immeuble en juin 2011. Elle avait donné naissance à une fille peu de temps auparavant, en février 2011. Dans les semaines suivant la naissance de sa fille, elle avait développé des symptômes dépressifs jusqu’à cesser de manger et de boire parce qu’elle n’arrivait plus à avaler. Elle croyait que ses voisins fermaient les stores de leurs maisons parce qu’ils jugeaient qu’elle était une mauvaise mère (psychose périnatale). Durant les mois suivants, elle fut hospitalisée à plusieurs reprises dans divers hôpitaux de la région de Chicago en raison de ses symptômes. Sa mort conduit à la fondation de la Melanie Blocker-Stokes Postpartum Depression Research and Care Act, dont les recherches sont destinées à faire progresser la compréhension de ce trouble[18].

- Andrea Yates : le 20 juin 2001, Andrea Yates a procédé au meurtre de ses cinq enfants en les noyant dans la baignoire de sa maison située à Clear Lake City à Houston, au Texas. Sa santé mentale a commencé à décliner à la suite de la naissance de chacun de ses enfants, combinée à des facteurs extérieurs. Elle a fait deux tentatives de suicide qui ont mené à deux hospitalisations en milieu psychiatrique en 1999, peu de temps après la naissance de son quatrième enfant. Yates fut avertie des risques qu’elle encourait si elle tombait à nouveau enceinte, mais elle conçut un autre enfant malgré tout, sept semaines plus tard. Son état se dégrada rapidement dans les mois suivant la naissance de son dernier enfant, et plus particulièrement lors de la mort de son propre père. Elle fut à nouveau hospitalisée deux fois, et libérée sous condition qu’elle ne fût pas laissée sans surveillance. C’est toutefois ce qui se produisit en juin 2001, alors que le mari était parti travailler et que la belle-mère chargée de la surveillance était en chemin. Durant l’heure où Yates se retrouva seule, elle tua ses cinq enfants. Après quoi elle fut admise dans un hôpital psychiatrique hautement sécurisé. L’histoire fut largement médiatisée, et on s’attarda sur le concept des maladies mentales suivant (et provoquées par) la naissance d’un enfant. La couverture médiatique de l’événement se révéla problématique et parfois erronée, comme en témoigne le site internet de la National Organization for Women (NOW). On pouvait lire sur le site que Yates souffrait de dépression périnatale. Pourtant, comme l’ont souligné les Individualist Feminists (en), il s’agissait de psychose périnatale, qui est beaucoup plus rare et sévère comme condition. La dépression post-partum ne mentionne d’ailleurs pas l’infanticide parmi les symptômes liés à ce trouble, contrairement à la psychose. Cette erreur découragea plusieurs mères souffrant de dépression post-partum d’aller consulter un médecin, par peur d’être perçues comme une menace pour leur enfant et poursuivies en justice. Le site internet fut rapidement corrigé pour désigner la psychose périnatale comme le trouble dont souffrait Yates[19],[20],[21],[22].

### Statut juridique
Plusieurs nations comme le Canada, la Grande-Bretagne, l’Australie et l’Italie reconnaissent l’utilisation du diagnostic de psychose périnatale comme circonstance atténuante dans les cas de mères ayant tué leurs enfants. Dans le cas de la Grande-Bretagne, l’Infanticide Act (en) existe depuis 1922.
En 2009, la politicienne texane Jessica Farrar (en) proposa une loi qui permettrait aux mères ayant commis l’infanticide d’invoquer la psychose périnatale dans leur défense. Dans les termes proposés par la législation, si les jurés venaient à la conclusion que le « jugement de la mère fut affecté par les effets de la naissance ou de la lactation suivant la naissance », ils pourraient la condamner pour infanticide plutôt que pour meurtre. La peine maximale d’emprisonnement pour infanticide serait de deux ans.